# Barcelona Handbol
Futbol Club Barcelona Handbol este un club de handbal din Barcelona, Catalonia, Spania, care joacă în Liga ASOBAL.

## Trofee
- Liga Campionilor EHF: 11
  - 1990–91, 1995–96, 1996–97, 1997–98, 1998–99, 1999–2000, 2004–05, 2010–11, 2014–15, 2020–21, 2021–22
- Cupa EHF: 6 
  - 1983–84, 1984–85, 1985–86, 1993–94, 1994–95, 2002–03
- Campionatul de Handbal Bărbătesc EHF: 5
  - 1997, 1998, 1999, 2000, 2004
- División de Honor: 11
  - 1952-53, 1957-58, 1962-63, 1968-69, 1972-73, 1979-80, 1981-82, 1985-86, 1987-88, 1988-89, 1989-90
- Liga ASOBAL: 19
  - 1990-91, 1991-92, 1995-96, 1996-97, 1997-98, 1998-99, 1999-00, 2002-03, 2005-06, 2010–11, 2011–12, 2012–13, 2013–14, 2014–15, 2015–16, 2016–17, 2017–18, 2018–19, 2019–20, 2020–21, 2021–22, 2022–23
- Copa del Rey : 27
  - 1968–69, 1971–72, 1972–73, 1982–83, 1983–84, 1984–85, 1987–88, 1989–90, 1992–93, 1993–94, 1996–97, 1997–98, 1999–2000, 2003–04, 2006–07, 2008–09, 2009–10, 2013–14, 2014–15, 2015–16, 2016–17, 2017–18, 2018–19, 2019–20, 2020–21, 2021–22, 2022–23
- Cupa ASOBAL: 19 
  - 1994–95, 1995–96, 1999–00, 2000–01, 2001–02, 2009–10, 2011–12, 2012–13, 2013–14, 2014–15, 2015–16, 2016–17, 2017–18, 2018–19, 2019–20, 2020–21, 2021–22, 2022–23, 2023–24
- Supercopa ASOBAL: 24
  - 1986–87, 1988–89, 1989–90, 1990–91, 1991–92, 1993–94, 1996–97, 1997–98, 1999–00, 2000–01, 2003–04, 2006–07, 2008–09, 2009–10, 2012–13, 2013–14, 2014–15, 2015–16, 2016–17, 2017–18, 2018–19, 2019–20, 2020–21, 2021–22
- Campionatul Spaniei: 6
  - 1944–45, 1945–46, 1946–47, 1948–49, 1950–51, 1956–57
- Catalonian Championship: 10
  - 1943–44, 1944–45, 1945–46, 1946–47, 1948–49, 1950–51, 1953–54, 1954–55, 1956–57, 1957–58
- Liga Cataloniei: 12
  - 1981-82, 1982-83, 1983-84, 1984-85, 1986-87, 1987-88, 1990-91, 1991-92, 1992-93, 1993-94, 1994-95, 1996-97
- Pirenees Leagues: 8
  - 1997-98, 1998-99, 1999-00, 2000-01, 2001-02, 2003-04, 2005-06, 2006-07

## Sala
- Nume: Palau Blaugrana
- Oraș: Barcelona
- Capacitate: 8.250 locuri
- Adresă: Av. Arístides Maillol

## Jucători celebri
- Alexandru Dedu
- David Barrufet
- Juanín García
- Mateo Garralda
- Òscar Grau
- Rafael Guijosa
- Enric Masip
- Xavi O'Callaghan
- Antonio Carlos Ortega
- Lorenzo Rico
- Iker Romero
- Joan Sagalés
- Iñaki Urdangarín
- Venio Losert
- Patrik Čavar
- Kasper Hvidt
- Jérôme Fernandez
- Laszlo Nagy
- Erhard Wunderlich
- Bogdan Wenta
- Dragan Škrbić
- Tomas Svensson
- Andrei Xepkin